# Landsberg (distrito)
Landsberg é um distrito da Alemanha, na região administrativa de Oberbayern, estado de Baviera.

## Cidades e Municípios
- Cidades:

1. Landsberg

- Municípios:

1. Apfeldorf
2. Denklingen
3. Dießen
4. Eching
5. Egling
6. Eresing
7. Finning
8. Fuchstal
9. Geltendorf
10. Greifenberg
11. Hofstetten
12. Hurlach
13. Igling
14. Kaufering
15. Kinsau
16. Obermeitingen
17. Penzing
18. Prittriching
19. Pürgen
20. Reichling
21. Rott
22. Scheuring
23. Schondorf
24. Schwifting
25. Thaining
26. Unterdießen
27. Utting
28. Vilgertshofen
29. Weil
30. Windach